# Kuehn Malvezzi
Kuehn Malvezzi est un cabinet d'architecture berlinois fondé par Johannes Kuehn, Wilfried Kuehn et Simona Malvezzi en 2001. Ils travaillent en tant que concepteurs d'expositions, architectes et conservateurs, avec une prédilection pour les musées et les espaces publics.

## Projets

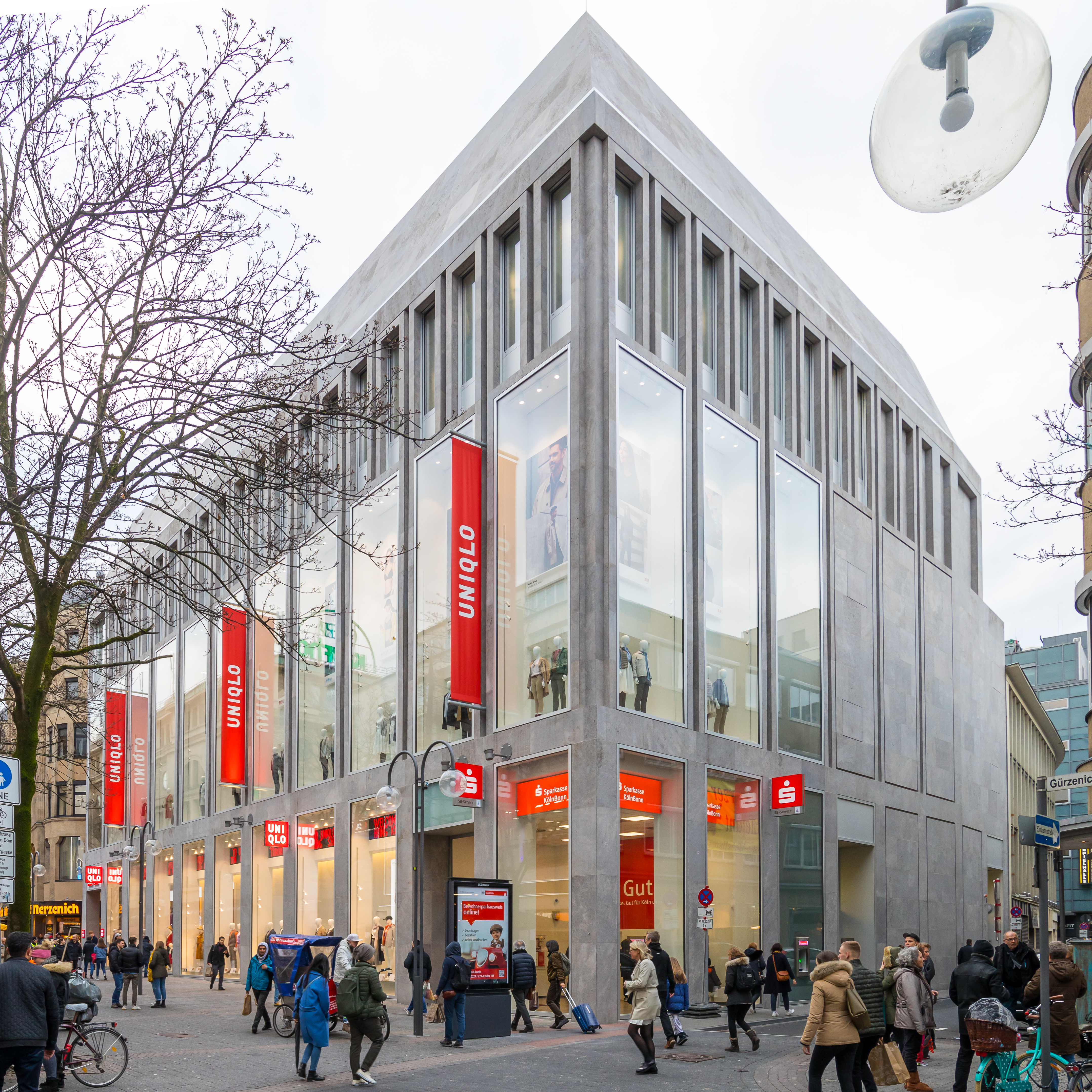
Geschäftshaus à Cologne

Les premiers projets de Kuehn Malvezzi comprennent les espaces d'exposition de Documenta11 à Cassel (2002) et l'extension de la gare de Hambourg, le Rieckhallen (2004). En 2007, ils ont été responsables de la conversion d'un ancien bâtiment industriel pour la collection Julia Stoschek à Düsseldorf. Ils ont réorganisé les collections d'art historique et contemporain de la Österreichische Galerie Belvedere au palais du Belvédère à Vienne (2007) et la collection de sculptures Liebieghaus à Francfort-sur-le-Main (2009). Les projets de musées à Berlin comprennent l'extension du musée Berggruen (2013), le musée des arts décoratifs (2014) et la conversion du palais des Princesses sur le boulevard Unter den Linden, un lieu d'art, de culture et de sport de la Deutsche Bank.
En 2008, Kuehn Malvezzi participe au concours du Forum Humboldt à Berlin. Leur concept a remporté le prix spécial du jury, ainsi que le prix de la critique allemande 2009 dans la catégorie architecture.
En 2012, Kuehn Malvezzi remporte le concours international pour la maison interreligieuse House of One à Berlin. Sur le site de la première église de Berlin à Petriplatz, une synagogue, une église et une mosquée seront construites sous un même toit.
De 2006 à 2012, Wilfried Kuehn est professeur de conception d'expositions et de conservation à la Staatliche Hochschule für Gestaltung Karlsruhe, et depuis 2018, il est professeur de design à l'université technique de Vienne. Johannes Kuehn est professeur à l'université Bauhaus de Weimar depuis octobre 2016. Johannes Kuehn, Wilfried Kuehn et Simona Malvezzi sont professeurs invités à la Harvard Graduate School of Design en 2019.

## Principales réalisations
- Holzmarktstrasse, ensemble de bâtiments commerciaux, Berlin, construction 2022[7].
- ZAC Saint-Vincent-de-Paul, Paris[8].
- Bâtiment administratif avec serre sur le toit, Oberhausen, 2019[9].
- Hartenbergpark Mainz, développement résidentiel, 2016[10].

- House of One, Berlin, 2020[6].
- Geschäftshaus, Hohe Strasse, Cologne, 2018[11].

- Insectarium Montréal, 2012[12].

- Villengarten am Relenberg, lotissement résidentiel, Stuttgart, 2017[13].

- Extension de la Galerie Moderne (Galerie Moderne), musée de la Sarre, Sarrebruck, 2017[14].

- Musée Herzog Anton Ulrich, Brunswick, 2016[15].

- Karlstrasse 47, immeuble commercial et résidentiel, Munich, 2014.

- Maison Joseph Pschorr, immeuble commercial et résidentiel, Munich, 2014[16].

- Komuna Fundamento, 13e Biennale d'architecture de Venise, 2012[17].

- Collection Julia Stoschek, transformation d'un bâtiment industriel pour la présentation de la collection, Düsseldorf, 2007[3].

- Lauder Business School, Vienne, 2006.